# Église Saint-Jacques-le-Majeur d'Asquins
Pour les articles homonymes, voir Église Saint-Jacques-le-Majeur.
L'église d'Asquins est située sur la commune d'Asquins, dans le département français de l'Yonne. 
Elle est classée au patrimoine mondial depuis 1998. Sa notoriété vient de ce qu'elle fut au Moyen Âge le point de départ de l'une des quatre grandes voies du chemin de Compostelle.

## Localisation
Située à Asquins, l'église est perchée sur un tertre qui domine le village. Du parvis de l'église, on a une vue panoramique sur la campagne environnante et une vue extraordinaire sur la basilique de Vézelay,.
C'est le lieu de départ d'une des quatre grandes voies du chemin de Compostelle, celle dite « de Vézelay », inscrite par l'Unesco au patrimoine mondial,.

## Historique

### Édifice
L'église, qui occupa d'emblée son emplacement actuel, fut largement remaniée au fil des siècles et des conflits dont elle eut à souffrir : sur des bases datées du XIe siècle, l'édifice actuel présente surtout une nef en berceau brisé du XIIe siècle, un bas-côté nord voûté en arêtes du XIIIe siècle, un bas-côté sud en quart de rond du XVIe siècle. Le clocher, appuyé à l'origine sur la première travée du bas-côté sud, fut renvoyé en 1755 dans l'axe de l'édifice par souci de symétrie. L'abbé Grognot, initiateur de cette dernière campagne de travaux, se préoccupa aussi du décor intérieur, faisant poser des boiseries, créer un décor peint dans le chœur, et aménager les sacristies, non sans sacrifier les fresques des XIIIe, XIVe et XVIe siècles qui ornaient ces anciennes chapelles, entre autres de Vierges sages et Vierges folles, un Saint-Sébastien, un miracle de Saint-Éloi et diverses scènes mal élucidées. Attachés à leur église, les Asquinois la dotèrent au XIXe siècle de vitraux honorant leur patron mais aussi saint Vincent.
L'église eut comme chapelain Aymery Picaud, célèbre auteur du Guide du pèlerin dont chaque pèlerin vient honorer la mémoire. Ce Guide du pèlerin est le livre V du Liber Sancti Jacobi (1135-1140),.

## Description

### Intérieur
En 1740, arrive à Asquins un prêtre entreprenant qui effectuera, pendant les 51 ans de son ministère, de nombreux travaux dont l'essentiel subsiste aujourd'hui. Toutes les boiseries forment un tout, posé à une époque précise par une personnalité qui a marqué son temps. L'ensemble a été repeint et redoré en 1830. Au sein de cet ensemble, de nombreux objets ont été « classés » le 23 juin 1988 :
- le maître-autel et son tabernacle, œuvres en marbre exécutées entre 1762 et 1765[M 2] ;
- la sculpture en bois taillé polychrome, buste-reliquaire de Saint-Jacques, datée de la fin du XVIe siècle, début du XVIIe siècle. Au centre de la poitrine est creusée la cavité qui contenait autrefois des reliques[M 3]. De provenance inconnue, ce buste reliquaire en bois polychrome représente Saint-Jacques le Majeur qui fut le premier apôtre décapité pour sa foi par le roi Hérode[9] ;
- le tableau sur toile représentant saint Paul est datée de la fin du XVIIe siècle, début du XVIIIe siècle[M 4] ;
- deux crédences en bois peint et marbre, exécutées entre 1762 et 1765[8] ;
- la clôture de chœur en fer forgé, exécutée entre 1762 et 1765[M 5] ;
- deux statues en bois peint représentant saint Barbu et saint Imberbe, exécutées entre 1762 et 1765[M 6] ;
- quatre tableaux sur toile représentant saint Augustin, saint Jérôme, saint Ambroise et Saint Grégoire, exécutés entre 1762 et 1765[M 7] ;
- quatre peintures monumentales sur pierre, représentant une scène de martyre, saint Joseph et l'Enfant, le sacrifice d'Abraham, une autre scène de martyre, exécutées entre 1762 et 1765[M 8] ;
- la clôture des fonts baptismaux, en bois, datée du XVIIIe siècle[M 9] ;
- la chaire à prêcher, en bois taillé, datée du XVIIIe siècle[M 10] ;
- l'autel secondaire de la Vierge, le retable et la statue représentant la Vierge à l'Enfant, en bois peint doré, datés du XVIIIe siècle[M 11] ;
- les boiseries (lambris de revêtement) en bois taillé, exécutées entre 1762 et 1765[M 12] ;
- deux autels et leurs retables secondaires en bois peint taillé, peint, doré, deux tableaux représentant saint Nazaire et saint Celse, Saint Andoche, datés du début du XVIIe siècle[M 13] ;
- la peinture monumentale représentant des scènes et personnages sous architectures, datée du début du XVIe siècle[M 14]. Ces peintures ont été découvertes en 1967 et se situent sur les murs de la sacristie (autrefois chapelle Saint-Vincent[10]).

### Extérieur

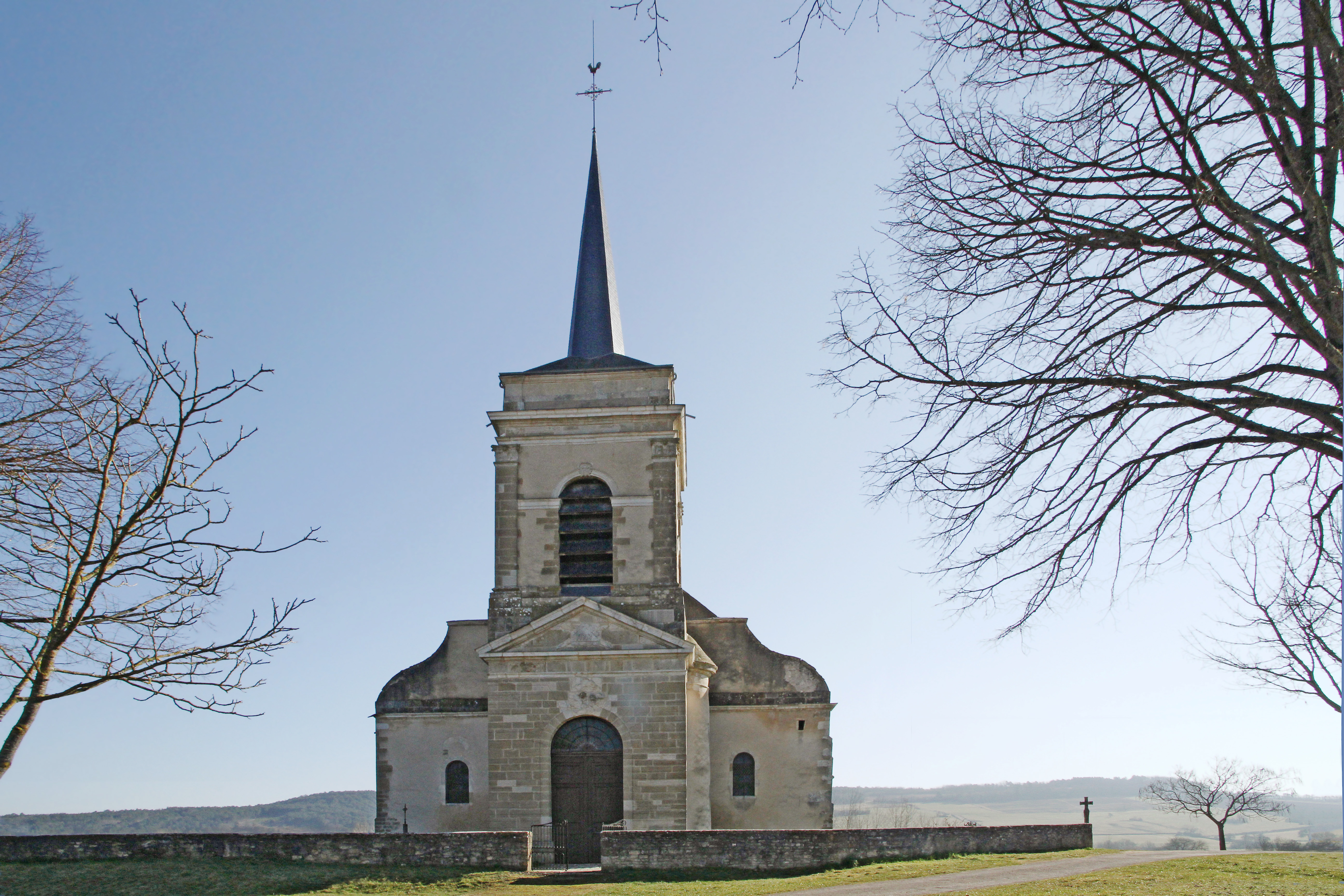
Façade.
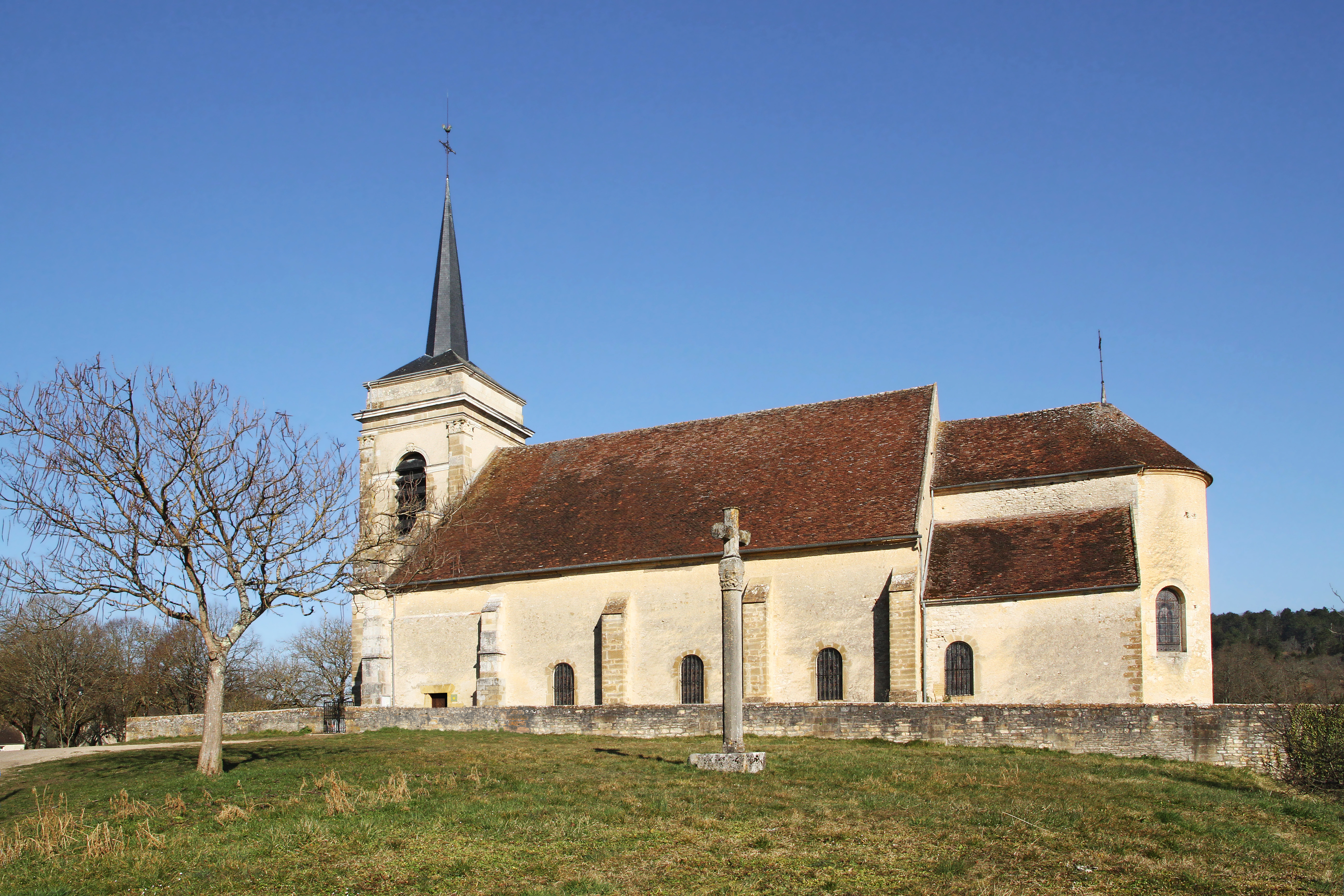
Côté sud.
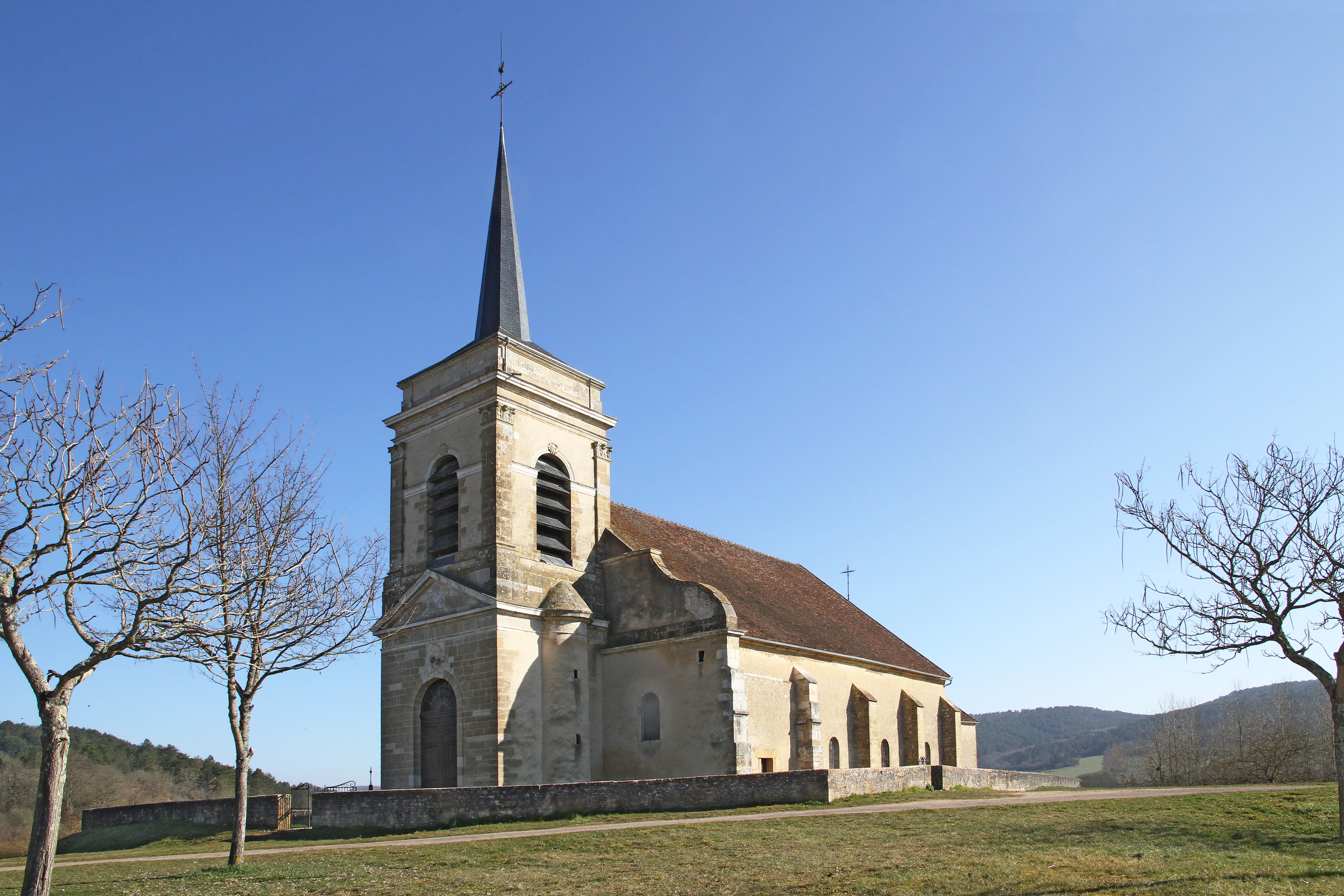
Vue d'ensemble.

## Protection
L'édifice est inscrit à l'inventaire des monuments historiques depuis le 1er mars 1926. L'arrêté de classement du 14 octobre 2024 se substitue à l'arrêté d'inscription.

## Paroisse
L'église fait partie  de l'« ensemble paroissial catholique de Vézelay » (regroupant treize communes) au sein de l'archidiocèse de Sens-Auxerre.
En 2015, l'église est fermée et le culte catholique n'y est plus célébré. L'édifice est utilisé comme salle de concert, notamment lors du festival « Les rencontres musicales de Vézelay »

## Pour approfondir